# Vibeke Falk
Vibeke Falk (født Mowinckel; 27. september 1918 i Bergen i Norge – 9. oktober 2011) var en norsk skuespiller. Hun var 1937–50 gift med skuespilleren og instruktøren Lauritz Falk.
Falk debuterede 1938 på Søilen Teater, og var derefter ansat ved Nationaltheatret 1939–42, Trøndelag Teater 1952–53 og Den Nationale Scene 1960–68. Hun filmdebuterede 1939 i Tancred Ibsens film Gjest Baardsen, og forbindes senere med svenske film fra 1940'erne, såsom Nygifta fra 1941, Klockan på Rönneberga fra 1944, Bröder emellan fra 1946 og Singoalla fra 1949. Hun havde også mindre karakterroller i norsk film i 1970- og 1980'erne, i særdeleshed hos Svend Wam og Petter Vennerød, og medvirkede i Liv Ullmanns film Kristin Lavransdotter fra 1995.